# Forshälla kyrka

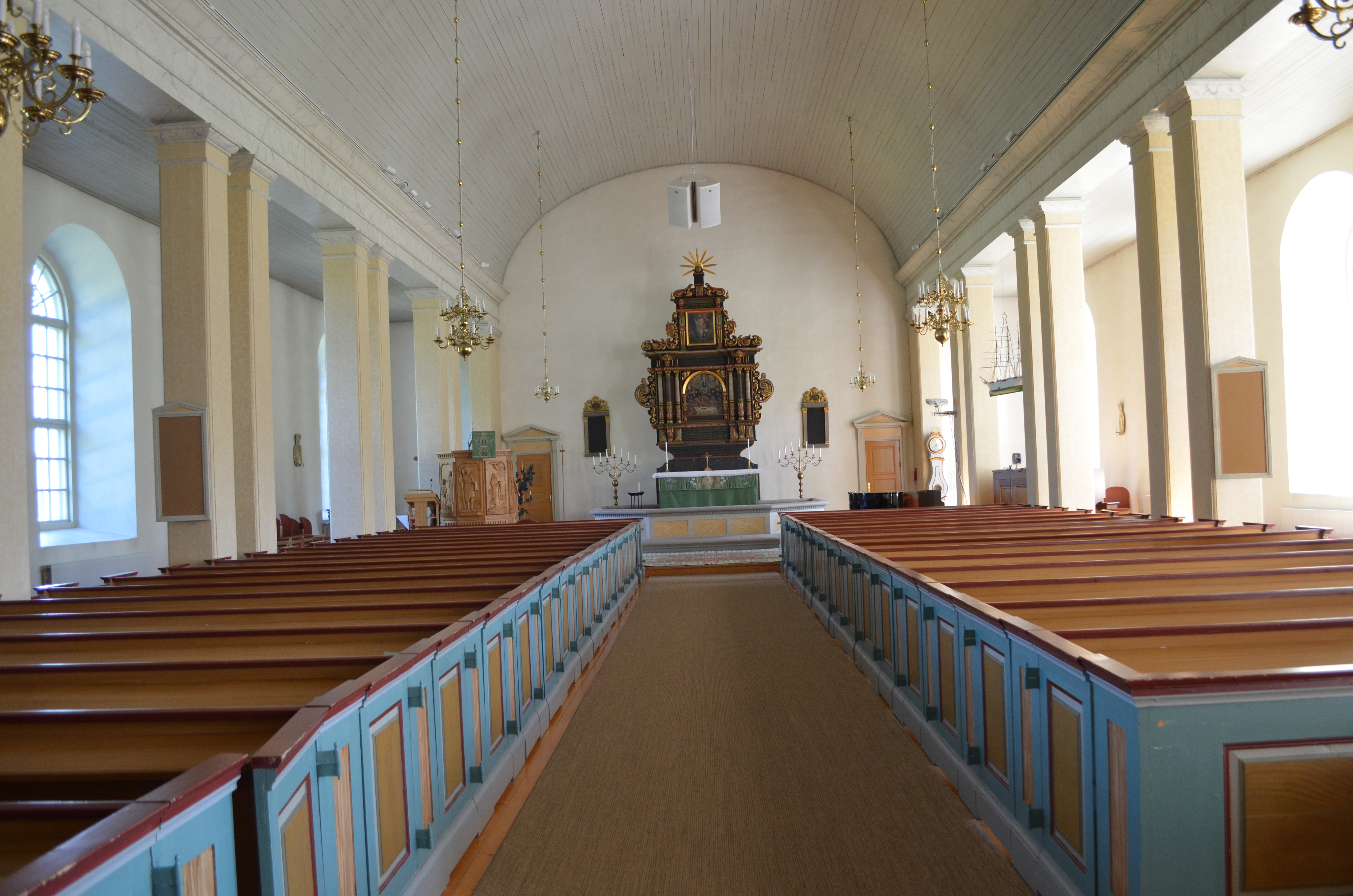
Forshälla kyrkas kyrkosal

Forshälla kyrka är en kyrkobyggnad sedan 2011 i Ljungskile församling (tidigare Forshälla församling) i Göteborgs stift. Den ligger i Forshälla i Uddevalla kommun.

## Kyrkobyggnaden
Kyrkan uppfördes 1855 i nyklassisistisk stil efter ritningar av Emil Langlet på en plats där det tidigare funnits en kyrka med anor från 1100-talet. Vid en ombyggnad 1953 fick kyrkan en treskeppig basilika med breda sidogångar. Därmed reducerades antalet sittplatser till omkring en tredjedel. 

## Inventarier
- Altaruppsats från 1670 i barockstil avbildar nattvarden och den uppståndne Kristus krönt av en gyllene sol med strålar.
- Dopfunt som troligen är från 1700-talet.
- Predikstolen i ek tillkom 1953 och har utsmyckningar utförda av bildhuggaren Walfrid Andersson.
- Läktarkläde med motiv ur uppenbarelseboken utfört av Agda Österberg 1968.

## Orgel
- Orgeln är byggd av Hammarbergs Orgelbyggeri AB 1973 och har 21 stämmor.

## Kyrkklockor
Storklockan är från 1200-talet, möjligen äldre, och den har två tomma skriftband samt fyra kors svagt och ojämnt inristade. Lillklockan tillkom 1774.